# Josef Gammer
Josef Gammer (* 5. März 1859 in Auggenthal; † 28. Juni 1933 in Haugsdorf) war ein österreichischer Politiker (SDAP). Er war zwischen 1919 und 1921 Abgeordneter der Kurie Niederösterreich-Land des Landtags von Niederösterreich. 
Gammer diente bis 1882 bei den Dragonern und war danach als Weinbauer und Kleinhäusler tätig. Er engagierte sich ab 1894 als Schriftführer des sozialdemokratischen Bauernvereins „Eintracht“ und wurde 1899 Leiter des Konsumvereins Haugsdorf. Er war Mitglied des Landeskulturrates und kandidierte 1907 und 1911 erfolglos bei den Wahlen zum Abgeordnetenhaus des Reichsrates. Zwischen 20. Mai 1919 und dem 11. Mai 1921 vertrat er die SDAP in der Kurie Niederösterreich-Land des Niederösterreichischen Landtages. 